# Полизос, Вик
Вик Поли́зос (англ. Vic Polizos, имя при рождении — Ни́колас Ви́ктор Поли́зос (англ. Nicholas Victor Polizos); род. 12 августа 1947, Атланта, Джорджия, США) — греко-американский актёр кино и телевидения, режиссёр. Наиболее известен по ролям в фильмах «Честь семьи Прицци» (1985), «Ночи Гарлема» (1989), «Ночная смена» (1990) и «Зажигай, ребята» (1999), а также по гостевым ролям в телесериалах «Сайнфелд», «Секретные материалы» («Толкач»), «Иерихон», «Американская семейка» и «Отчаянные домохозяйки». Двоюродный брат ресторатора и политика Димитри Полизоса.

## Биография
Родился в семье греков Ника Полизоса и Калли Мораитакис, рестораторов, которые были женаты с 1946 года, и первое время проживали в Атланте (Джорджия), а в 1952 году переехали в Монтгомери (Алабама). Мать Вика умерла в 1996 году во Флоренции (Италия).
Николаос Варсамас («Виктор») «Ник» Полизос (1917—2005) — один из первых и самых известных в Монтгомери рестораторов. Родился в небольшой деревне Клима на острове Скопелос (Греция), иммигрировал в США в 1934 году в возрасте 17 лет. В годы Второй мировой войны служил в Армии США. В 1955 году вместе с младшим братом Гасом и кузеном Виком Фивгасом открыл впоследствии ставший знаменитым в Монтгомери ресторан «Riviera», который посещали, кроме прочих, политические лидеры Алабамы и военнослужащие.
В 1964 году окончил среднюю школу в Монтгомери.
Получил степени бакалавра психологии в Университете Эмори и магистра изящных искусств в Университете Темпл.

## Личная жизнь
В 1998—2005 годах был женат на актрисе Кристин Эстабрук. С 2015 года женат на Элизабет Бейкер (его третий брак). Имеет двоих детей.
С 1977 года занимается фотографией.